# Выборы организаторов чемпионата Европы по футболу 2012
Выборы организаторов чемпионата Европы по футболу 2012 проходили с 2005 по 2007 годы от начала формирований заявок на проведение турнира до финального выбора лучшей из них. 18 апреля 2007 года в Кардиффе на очередной сессии УЕФА был оглашён победитель конкурса на проведение первенства. Победу одержала совместная заявка Польши и Украины.

## Предварительный отбор
Изначально всего было представлено восемь заявок из десяти стран.
| Кандидат           | Предварительная аттестация | Квалификационный раунд голосования | Финальный раунд голосования |
| ------------------ | -------------------------- | ---------------------------------- | --------------------------- |
| Польша / Украина   | +                          | 7                                  | 8                           |
| Италия             | +                          | 11                                 | 4                           |
| Хорватия / Венгрия | +                          | 9                                  | 0                           |
| Турция             | +                          | 6                                  | —                           |
| Греция             | +                          | 2                                  | —                           |
| Азербайджан        | ×                          | —                                  | —                           |
| Румыния            | ×                          | —                                  | —                           |
| Россия             | ×                          | —                                  | —                           |

По итогам предварительного обзора заявок было принято решение об исключении заявок Румынии и Азербайджана, а Россия сняла заявку досрочно. Итого осталось пять заявок на проведение, которые были представлены суммарно семью странами: Хорватия/Венгрия (двойная заявка), Греция, Италия, Польша/Украина (двойная заявка) и Турция. 8 ноября 2005 года комитет УЕФА провёл второй отбор заявок и сократил их количество до трёх путём голосования:
- Италия (11 голосов)
- Хорватия/  Венгрия (9 голосов)
- Польша/  Украина (7 голосов)
- Турция (6 голосов)
- Греция (2 голоса)

31 мая 2006 года было завершено формирование специальных заявочных книг, в которых страны-кандидаты оглашали все детали грядущего первенства Европы. 18 апреля 2007 года на сессии УЕФА в Кардиффе были оглашены результаты финального раунда голосования.

## Финальный раунд

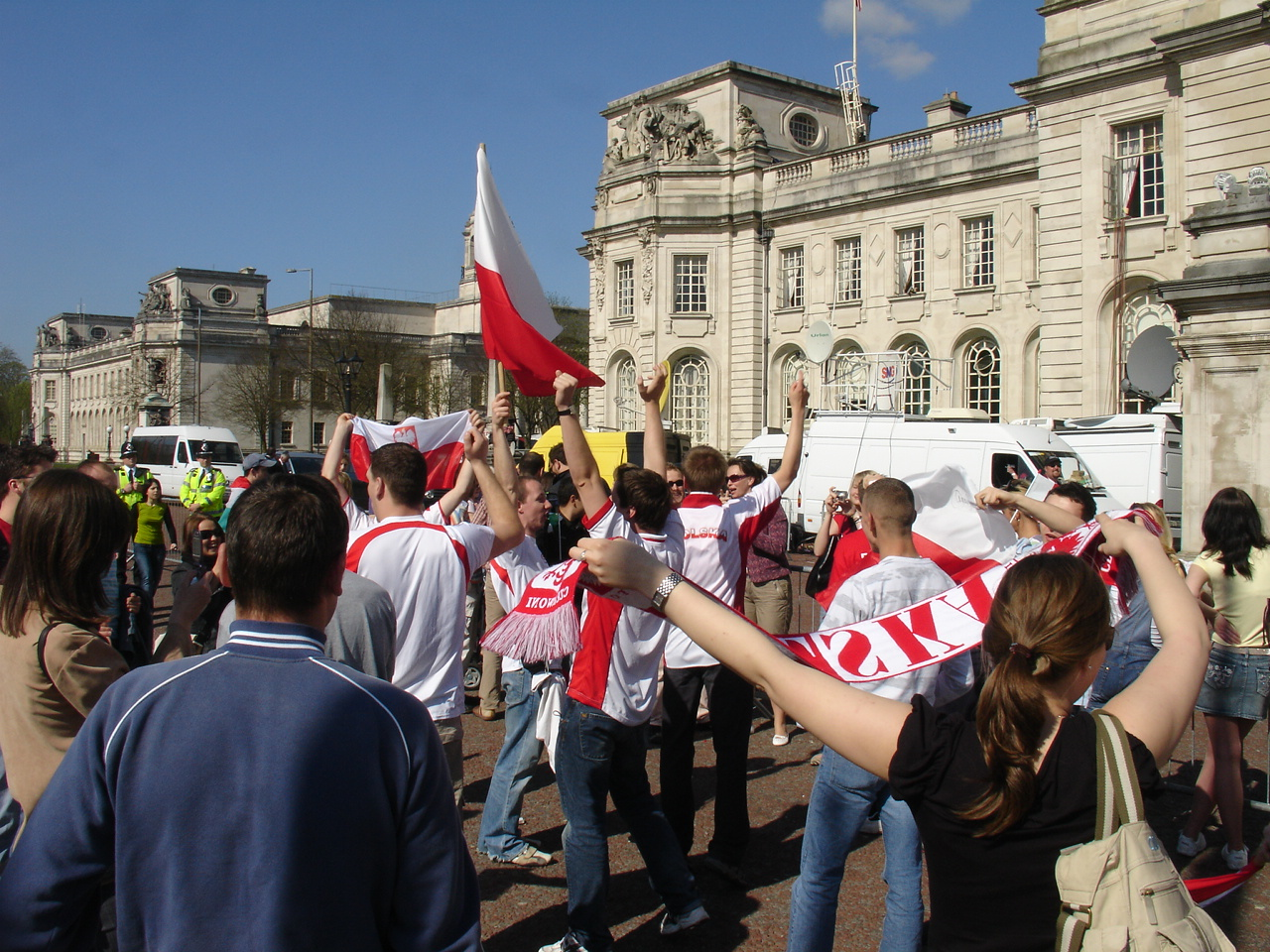
Поляки в Кардиффе празднуют победу

17 апреля 2007 года прошёл финальный раунд голосования. В нём участвовали 12 человек:
- Мишель Платини[3] (Президент UEFA)
- Сенеш Эрзик (Вице-президент UEFA)
- Анхель Мария Вильяр Льона (Вице-президент UEFA)
- Джеффри Томпсон (Вице-президент UEFA)
- Герхард Майер-Форфельдер (Вице-президент UEFA)
- Мариос Лефкаритис
- Вячеслав Колосков[4]
- Жилберту Мадаил
- Джозеф Мифсуд
- Пер-Равн Омдаль
- Мирча Санду
- Мэттью Спренгерс

 Григорий Суркис и  Франко Каррано как представители стран-участниц не имели права голосовать.
В итоге уже в первом туре финального раунда заявка Украины и Польши одержала победу, набрав 8 голосов из 12 и победив уже в первом туре. Сам Мишель Платини, избранный президентом УЕФА при поддержке Восточной Европы, лично сам не имел ничего против заявки Украины и Польши и ещё до выборов намекал на то, что будет продвигать футбол в Восточную Европу.

## Реакция

### В Польше и на Украине

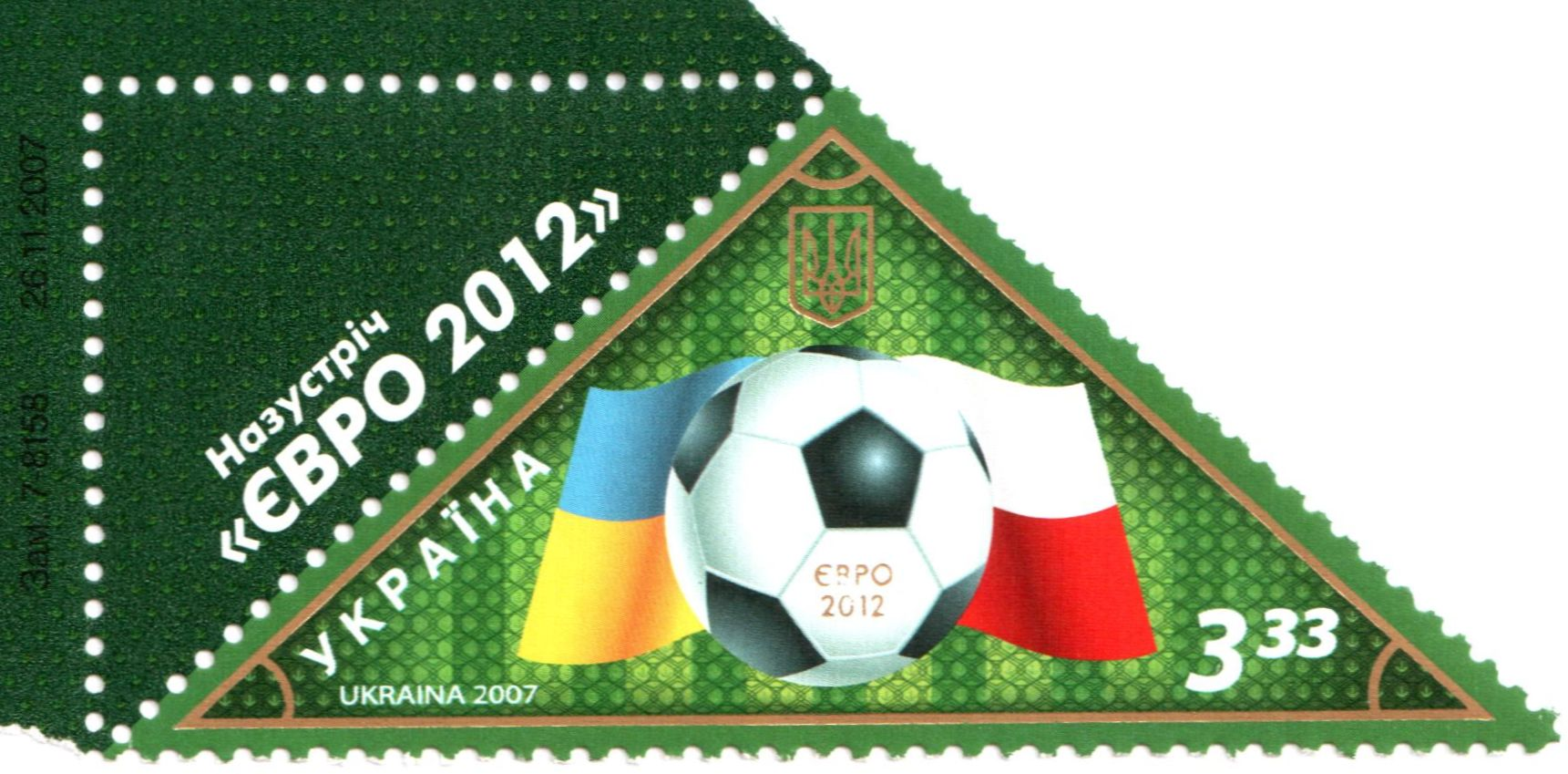
Почтовая марка Украины «Евро-2012»

Польская пресса пребывала в состоянии эйфории после результатов голосования. Газеты вышли с заголовками «Кардиффское чудо», «Евро-триумф», «Евро-эйфория» и «Мечта победила». В газете «Dziennik Polski» о победе было написано: «Это победа нокаутом: Польша и Украина набрали восемь голосов, а гордая Италия — всего четыре». Издание также сообщило о тех преимуществах, которые получит Польша в связи с грядущим чемпионатом, и в их число вошли 20 тысяч рабочих мест, новые дороги, гостиницы и современные аэропорты. В католической газете «Nasz Dziennik» журналисты оптимистично заявили: «В ближайшем будущем Польша станет другой страной. Мы сделаем гигантский скачок вперёд. Развиваться будет не только спорт, но и экономика. Это исторический момент, особенно для Украины, которая балансирует между Россией и Евросоюзом».
«Gazeta Wyborcza» вышла с центральным заголовком «Украина и Польша: одно дыхание и одна победа на двоих». Издание написало следующее:
Ещё недавно наши киевские коллеги в шутку называли лучшим достижение Украины за 16-летнюю независимость победу Русланы на Евровидении три года тому назад. Если серьёзно, то таким событием, возможно, была Оранжевая революция… Но у украинцев есть и другие причины гордиться своей страной. Это и поэтесса Лина Костенко, номинированная на Нобелевскую премию, и футболист Андрей Шевченко, и боксёры братья Кличко, и космические достижения, и вкусная кухня, и самые большие самолёты в мире — Ан-225. Ну и красивейшие девушки из стран бывшего СССР, как и ранее считалось. У соседей есть поводы и для разочарования: коррупция, бюрократия, нечестные политики, олигархи. Но у Украины есть чудесный шанс. Путь к Евросоюзу может проложить Евро-2012.

### В Италии, Венгрии и Хорватии
- Италия. После того, как стали известны итоги голосования, представители Италии не выглядели сильно расстроенными, однако были разочарованы. Глава Федерации футбола Италии Джанкарло Абате назвал решение УЕФА политическим[7], а тогдашний тренер сборной Италии Марчелло Липпи заявил, что итальянцы очень долго работали над своей заявкой с особым энтузиазмом. Однако Липпи добавил, что именно стремление УЕФА развивать футбол в Восточной Европе сыграло решающую роль в выборе хозяев, и пожелал удачи организаторам турнира.[8]
- Венгрия. Результатами голосования были возмущены венгры, особенно премьер-министр Ференц Дюрчань. Комментируя решение УЕФА, он заявил: «Я бы не хотел несправедливо обвинять чиновников УЕФА, но я думаю, что это возможно, что экономические факторы сыграли роль в выборе стран, которые примут чемпионат».[7][9] На фоне относительно недавних беспорядков в Венгрии это заявление выглядело странным. Григорий Суркис и вовсе назвал подобные обвинения смешными, заявив, что венгры просто не работали тщательно над заявкой[10]
- Хорватия. Самое сильное недовольство возникло в Хорватии, поскольку никто из известных футбольных специалистов и чиновников не ожидал провала заявки. Хорватские газеты единогласно назвали это событие «Плевок в лицо стране». Президент Хорватского футбольного союза Влатко Маркович заявил: «Мы шокированы таким странным решением. В понедельник УЕФА назвал нашу и итальянскую заявки фаворитами, а украино-польскую — аутсайдером. То, что произошло после этого, мы никак не можем понять». Известный тренер Мирослав Блажевич сказал, что кандидатура Хорватии и Венгрии была оптимальной для проведения первенства, но комментировать результат решения отказался, поскольку не был знаком с его аргументами. Ещё один тренер Отто Барич и вовсе обвинил Украину и Польшу в подкупе чиновников УЕФА:

Я очень разочарован, я был уверен, что мы победим, а если проиграем, то по крайней мере Италии. Эти выборы отразятся на всем хорватском футболе. Мы все жили этим первенством, надеялись, что с его помощью добьемся процветания хорватского футбола на следующие 15-20 лет, а сегодня все надежды рухнули. Как всегда, когда решается очень важный вопрос, ключевую роль играют круги, которые могут повлиять на тех, кто принимает решение. Думаю, все решили «подковерные» игры. С точки зрения нашей футбольной истории и прогресса футбола в наших странах, можно с уверенностью сказать, что хорваты и венгры дали футболу гораздо больше, чем украинцы и поляки.